# 한국스탠다드차타드증권
한국스탠다드차타드증권은 SC제일은행의 자회사로, 2008년 설립하였다.

## 역사
- 2008년 6월 한국스탠다드차타드금융지주의 자회사로 설립
- 2008년 7월 종합증권업 라이센스 취득, 선물업 인가 및 펀드 판매업 등록
- 2008년 8월 투자일임업 및 투자자문업 인가
- 2009년 2월 자본시장법 제정에 따른 투자매매업 및 투자중개업 인가 및 투자자문업 및 투자일임업 등록, 자본시장법 제정에 따른 겸영 및 부수업무 신고
- 2010년 1월 장외파생상품 투자매매업 인가 (조건부 인가)
- 2014년 7월 장외파생상품 투자매매업인가 조건취소, 장외파생상품 투자중개업 인가
- 2014년 12월 투자자문업, 투자일임업 등록취소
- 2015년 9월 주권기초 장내파생상품 투자중개업 폐지 신문공고
- 2015년 11월 주권기초 장내파생상품 투자중개업 폐지 금융감독원 보고
- 2015년 12월 기존 최대주주인 한국스탠다드차타드금융지주 주식회사가 2015년 11월 18일 금융위원회 승인에 근거하여 신규 최대주주인 주식회사 한국스탠타드차타드은행에 합병

## 영업점
- 영업부: 서울특별시 종로구 종로 47, 한국스탠다드차타드은행 본점